# Циклооктен
Циклооктен — восьмичленный (восьмиуглеродный) циклоалкен, самый маленький среди циклоалкенов, который может существовать в цис- и транс-формах. Его цис-изомер может принимать различные стереоконформации, наиболее устойчивый из цис-конформеров имеет форму ленты, наиболее устойчивый транс-конформер имеет форму кресла.

## цис-Циклооктен
Цис-циклооктен (COE) является субстратом для образования эпоксида. По сравнению с другими циклоалкенами, синтез эпоксида с использованием в качестве субстарата именно циклооктена делает синтез наиболее избирательным: образуется мало побочных радикалов. Причина такого поведения в том, что аллильная функционализация в цис-циклооктене более сложна, в отличие от других циклоалкенов, из-за почти ортогонально устойчивых аллильных связей C-H. Поэтому, если радикалы находятся рядом, они скорее образуют эпоксид (через механизм отщепления-добавления), чем аллильные побочные продукты. Он используется в качестве легко замещаемого лиганда в металлоорганической химии. Пример получающихся веществ: димер дихлор(циклооктен) родия, а также димер дихлор(циклооктен) иридия.

## транс— Циклооктен
Транс-циклооктен — это самый маленький циклоалкен, у которого «транс»-изомер стабилен при комнатной температуре, что объясняется тем, что транс-циклоалкены имеют большее расстояние между двумя аллильными атомами углерода, чем их соответствующие цис-циклоалкены. Восемь углеродов в кольце — минимальное количество, необходимое для транс-конформации с минимальным структурным напряжением. Меньшие кольца (по количеству углеродных атомов) транс-циклогептен и транс-циклогексен могут существовать, но они очень неустойчивы при комнатной температуре.
Транс-циклооктен существует в спиральной конформации, углеродная цепь которого лежит над плоскостью двойной связи с одной стороны, а под плоскостью — с другой, что приводит к хиральности. Этот тип хиральности определяется как планарная хиральность Есть две энантиомерные формы, это обусловлено ограниченным вращением вокруг одной связи.
Транс-циклооктен был впервые синтезирован в небольших количествах по реакции элиминирования по Гофману иодида N, N, N — триметилциклооктиламмония. Реакция дает смесь изомеров «цис» и «транс». Отделение из смеси транс-изомера происходит путем добавления нитрата серебра. Ионы серебра идут на образования координационного комплекса с транс-изомером. Существуют и другие методы, в которых транс-изомер синтезируется из цис-изомера несколькими стадиями.
При фотохимическом методе синтеза равновесие реакции все же сильно отклонено в сторону образования «цис»-изомера, но реакция может быть направлена на образование «транс»-изомера путем добавления нитрата серебра.